# Accident nucléaire de Goiânia

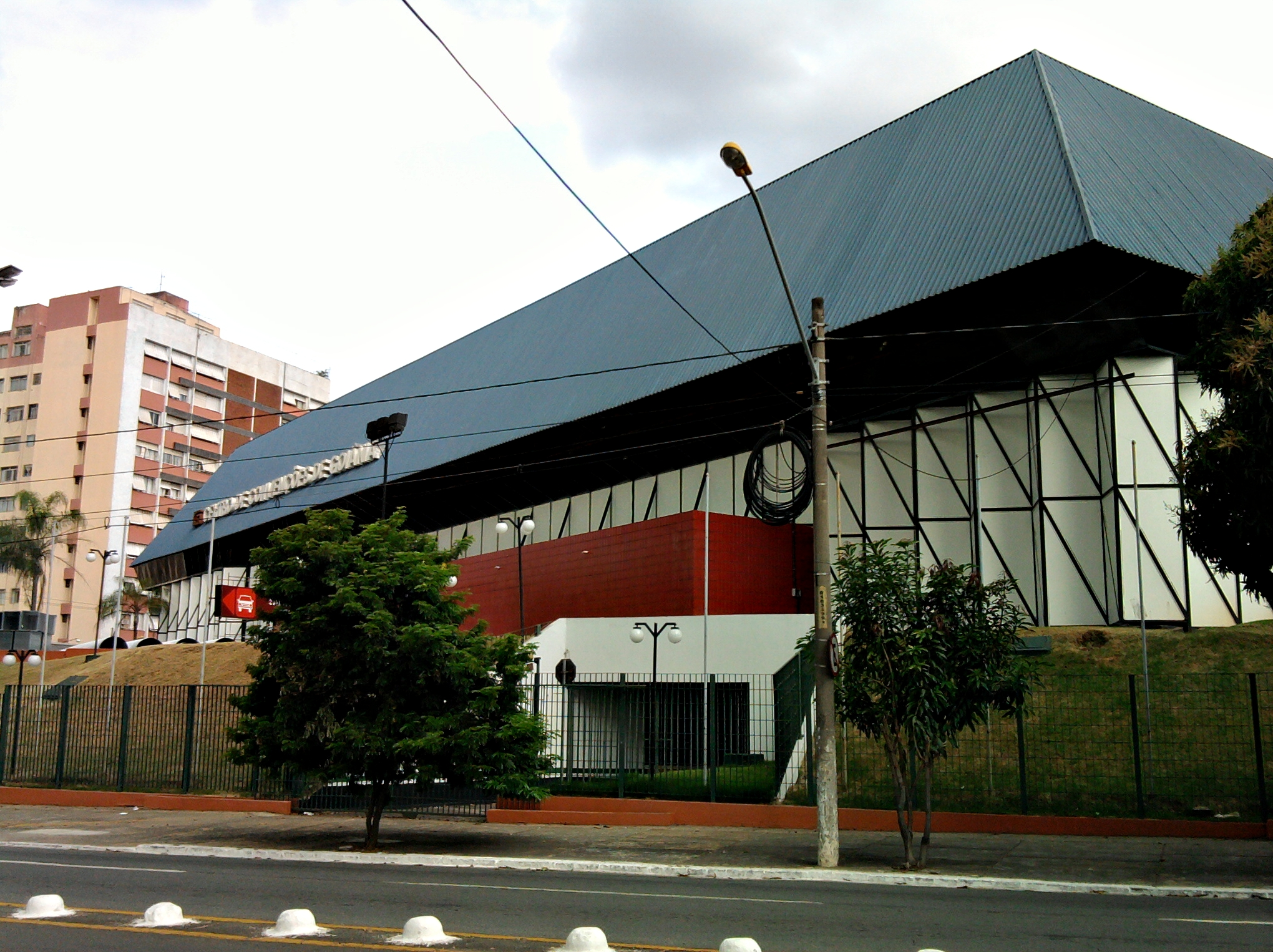
Le centre des conventions et de la culture, construit où l'IGR était situé.

Capsule typiquement appliquée en radiothérapie.
A) un porte-source étalon international (généralement du plomb)
B) un anneau de retenue
C) la source du composé contenant le noyau de césium contenant :
- D) deux cylindres en acier inoxydable soudés à 2 couvercles en acier inoxydable (E). Un écran interne (généralement en alliage de tungstène), qui empêche une sortie de rayonnement importante(F). Un cylindre de matière radioactive (G), souvent du cobalt-60. Dans le cas de l'incident, il s'agissait de césium-137. Le diamètre de la "source radioactive" est d'environ 30 mm.

L'accident nucléaire de Goiânia est un accident de pollution radioactive qui a eu lieu à partir du 13 septembre 1987 à Goiânia, à 200 km au sud-ouest de Brasilia dans l'État brésilien de Goiás. Considéré comme un accident nucléaire important, il se produit après qu'un vieil appareil médical de radiothérapie contenant du césium 137 a été récupéré par des ferrailleurs sur le site d'un hôpital abandonné de la ville. Cet appareil est passé par de nombreuses mains, faisant quatre morts et contaminant 245 personnes selon l'AIEA. La dispersion des radionucléides a été équivalente à celle d'une bombe radiologique de taille moyenne. L'accident a été classé au niveau 5 de l'échelle INES.

## La source

Un appareil de radiothérapie, à base de roue, muni d'un collimateur allongé pour mettre au point le rayonnement. Le carré bleu représente la source rayonnante, et le faisceau émanant de l'ouverture représente les rayons gamma.

La source des rayonnements de l'accident fut une petite capsule qui servait aux traitements de cancers à l'hôpital de Goiânia. L'essieu de cette capsule contenait environ 93 g de chlorure de césium radioactif pris dans un bouclier en plomb et acier. La rotation de l'axe au sein de la capsule permet de passer de sa position d'entreposage à sa position d'irradiation. En 1971, on évalua à 74 TBq la radioactivité de la source. L'Agence internationale de l'énergie atomique décrit ce conteneur (de 51 mm de large et 48 mm de long) comme une capsule de norme internationale. L'activité spécifique du solide actif était d'environ 814 TBq kg−1 de césium 137 (ayant une demi-vie de 30 ans). La dose rayonnée à un mètre de la source atteignait 4,56 gray par heure. Alors qu'on ignorait le numéro de série de l'appareil, ce qui entrava une identification définitive, on estime qu'il a été fabriqué aux États-Unis au laboratoire national d'Oak Ridge. L'AIEA déclara que la source contenait 50,9 TBq au moment du vol, dont 44 TBq furent récupérés lors des opérations de nettoyage. 7 TBq restèrent donc dans l'environnement, un chiffre qui aura diminué jusqu'à 3,3 TBq en 2019 (par décroissance radioactive du césium 137).

## Déroulement
L'institut de radiothérapie privé, Instituto Goiano de Radioterapia (IGR), était situé à 1 km au nord-ouest de la cité administrative de Goiânia. En 1985, l'institut déménagea vers de nouveaux locaux, laissant une unité de radiothérapie à base de césium 137, achetée en 1977. Le destin du site abandonné fut l'objet de litiges devant les tribunaux entre IGR et la société de Saint-Vincent-De-Paul, l'ancien propriétaire. Le 11 septembre 1986, la Cour de Goiás se déclara consciente de la présence de matériel radiologique dans le bâtiment.
Le 4 mai 1987, quatre mois avant l'accident, Saura Taniguti, l'ancien directeur d'Ipasgo (l'institut d'assurance pour les fonctionnaires), recourt à la police pour empêcher Carlos Figueiredo Bezerril, l'un des propriétaires de l'IGR, d'enlever les objets laissés sur place. Ensuite, Bezerril avertit le président d'Ipasgo, Lício Teixeira Borges, qu'il devrait prendre la responsabilité du destin de la bombe à césium.
La cour affecta un garde chargé de protéger le matériel dangereux abandonné. Pendant ce temps, les propriétaires de l'IGR écrivirent plusieurs lettres à la Commission nationale de l'énergie nucléaire, la prévenant du danger de laisser un appareil rayonnant sur un site abandonné, mais une ordonnance du tribunal leur interdisait de retirer le matériel eux-mêmes.
Le 13 septembre 1987, le garde de jour, Voudireinão da Silva, ne vint pas travailler, se servant d'un arrêt maladie pour assister à une séance de La Coccinelle à Mexico au cinéma avec sa famille. Ce même jour, Roberto dos Santos Alves et Wagner Mota Pereira pénétrèrent dans l'institut en partie démoli, trouvèrent l'unité de radiothérapie — qui leur sembla avoir quelque valeur à la casse — et l'emmenèrent dans une brouette à la maison de Roberto dos Santos Alves, à une distance d'environ 0,6 km au nord de la clinique, où ils se mirent à démanteler l'appareil. Le soir même, les deux commencèrent à vomir. Néanmoins, ils poursuivirent leurs efforts. Le lendemain, Wagner Mota Pereira eut la diarrhée, des vertiges et une de ses mains commença à gonfler. Bientôt une brûlure se développa sur la main, de la même taille et forme que l'ouverture de la machine. Un mois plus tard, il fallut l'amputer du bras. Le 15 septembre, Wagner Mota Pereira se rendit à un cabinet médical où on diagnostiqua une intoxication alimentaire, et lui conseilla de retourner chez lui pour récupérer. Cependant, Roberto dos Santos Alves s'efforça d'achever le démantèlement du matériel, qui se trouvait sous un manguier dans son arrière-cour. Il finit par réussir à libérer la capsule de césium de sa tête protectrice.
Le 16 septembre, Roberto dos Santos Alves réussit à percer l'ouverture de la capsule avec un tournevis, lui permettant d'apercevoir une lueur d'un bleu profond. Il enfonça le tournevis et put extraire une parcelle de la matière luisante. Pensant s'agir d'une sorte de poudre à canon, il essaya de lui mettre le feu, mais la poudre ne voulut pas prendre. Lors du rapport de l'AIEA, on ne comprenait pas le mécanisme précis qui avait généré la lueur, mais on le croyait soit une forme de fluorescence, soit l'effet Vavilov-Tcherenkov lié à l'absorption d'humidité par la source rayonnante. Une telle lueur bleuâtre avait été observée en 1988 au laboratoire américain d'Oak Ridge lors de la décapsulation d'une source à 137Cs.
Le 18 septembre, Roberto dos Santos Alves vendit le matériel à un dépôt de ferraille voisin, qui envoya un employé chercher les articles dans une brouette. Ce soir-là, le propriétaire, Devair Alves Ferreira, qui vivait à côté du dépôt, entra dans son garage et aperçut la lueur bleuâtre de la capsule percée. Croyant son contenu de valeur ou même surnaturel, il le rapporta chez lui. Au cours des trois jours suivants, il invita des amis et de la famille pour voir le corps luisant et offrit de récompenser celui qui réussirait à le libérer de la capsule. Il mentionna qu'il avait l'intention d'en faire une bague pour sa femme, Gabriela Maria Ferreira. Le 21 septembre au dépôt, un ami de Devair Alves Ferreira (sous le nom d'EF1 dans le rapport de l'AIEA) arriva à dégager plusieurs grains de la matière luisante grâce à un tournevis. Il en partagea quelques-uns avec son frère, garda quelques-uns pour lui-même et se mit à distribuer le reste à plusieurs amis et membres de sa famille. Ce jour-là, sa femme Gabriela Maria Ferreira, 37 ans, tomba malade. Le 25 septembre, Devair Ferreira vendit la ferraille à un autre dépôt.
Le 24 septembre, Ivo, le frère de Devair, gratta de la poudre de la source et en emporta chez lui, non loin de là, où il en étala une partie sur le sol en ciment. Plus tard, sa fille de six ans, Leide das Neves Ferreira, mangea un sandwich assise sur le sol. Elle s'émerveilla de la lueur bleue de la poussière, en mit sur elle, et la montra à sa mère. Cette poussière rayonnante tomba dans ce qu'elle mangeait : elle finit par ingérer 1,0 GBq, dose totale 6,0 Gy (la dose létale 50 % est de 4,5 Gy).
Gabriela Maria Ferreira fut la première à constater que de nombreuses personnes dans son entourage étaient tombées malades en même temps. Il est fort probable que ses initiatives à partir de ce moment réduisirent le bilan mortel. Elle soupçonna d'abord une boisson qu'ils avaient partagée, mais un prélèvement ne montra rien de néfaste. Le 28 septembre 1987, 15 jours après la découverte de l'article, Gabriela se dirigea avec un de ses employés au dépôt rival qui détenait le matériel. Elle le réclama et l'amena en bus à l'hôpital dans un sac en plastique. Là, le médecin Paulo Roberto Monteiro supposa avec raison qu'il était dangereux. Il le posa sur une chaise dans son jardin pour l'éloigner. Parce que les restes de la source étaient restés dans un sac en plastique, le niveau de contamination à l'hôpital fut minimal.
Le 29 septembre 1987, au matin, un médecin en visite (nommé WF dans le rapport de l'AIEA) se servit d'un scintillateur emprunté à la NUCLEBRÁS (une agence gouvernementale engagée dans le cycle de combustible nucléaire) pour confirmer la présence de radioactivité. Il passa la plupart de la journée à confirmer les niveaux dangereux de rayonnement et à convaincre les autorités du besoin d'agir immédiatement. La ville, l'État et le gouvernement national furent tous informés du cas à la fin de la journée, et les opérations de décontamination commencèrent le soir même.

## Bilan

### Bilan humain
Quatre personnes sont décédées des suites de cet accident :
- Leide das Neves Ferreira (6 ans - 7 Gray reçus) : elle était la fille d'Ivo Ferreira. Le personnel de l'hôpital ayant peur de s'approcher d'elle, elle fut confinée dans une pièce par l'équipe internationale chargée de la soigner. Le haut de son corps a progressivement gonflé, ses cheveux tombaient, elle souffrait de lésions au foie et aux poumons ainsi que d'une hémorragie interne. Leide est morte le 23 octobre 1987 (presque 1 mois après sa contamination) d'une septicémie et d'une infection généralisée au Marcilio Dias Navy Hospital de Rio de Janeiro. Elle fut enterrée dans un cimetière de Goiânia, à l'intérieur d'un cercueil en fibres de verre tissées de plomb pour éviter la contamination du sol. Des émeutes se produisirent et 2 000 personnes tentèrent d'empêcher son enterrement, de peur que son corps ne pollue le sol[7].
- Gabriela Maria Ferreira (37 ans - 5,7 Gray reçus) : elle était la femme de Devair Ferreira (le propriétaire de la décharge). Trois jours après sa contamination, son état s'est aggravé et elle commença à souffrir de différentes hémorragies internes au niveau des yeux, des membres et du tube digestif ; ses cheveux tombaient également. Elle mourut le 23 octobre 1987.
- Israel Baptista dos Santos (22 ans - 4,5 Gray reçus) : il était employé par Devair Ferreira et a travaillé au démantèlement de l'appareil. Il est mort le 27 octobre 1987 après avoir perdu ses cheveux et développé de sérieux troubles respiratoires et lymphatiques.
- Admilson Alves de Souza (18 ans - 5,3 Gray reçus) : il était aussi employé par Devair Ferreira, il a développé des lésions pulmonaires, cardiaques et une hémorragie interne. Il est mort le 18 octobre 1987.

Devair Ferreira a survécu malgré 7 Gray de radiation reçues. Il est mort en 1994 d'une cirrhose après avoir sombré dans l'alcoolisme et la dépression.
Près de 130 000 personnes se sont présentées dans les hôpitaux à la suite de cet accident, mais seules 250 personnes présentaient des résidus radioactifs sur leur corps. Finalement seules 20 personnes ont présenté des symptômes dus à une irradiation et ont nécessité un traitement.
Le graphique ci-dessous montre les doses reçues par les 46 personnes les plus touchées par les radiations à la suite de l'accident.
Certaines personnes ont survécu à de fortes doses de radiations, cela se produit quand l'exposition est fractionnée dans le temps, le corps peut ainsi régénérer les cellules endommagées. À l'inverse, une longue exposition ne permet pas au corps de combattre les effets de l'irradiation.

### Décontamination
D'après un rapport du comité des Nations unies, « Lors de la décontamination, il a fallu démolir sept maisons et enlever des quantités de terre importantes. Le volume total de déchets était de 3 100 m3 », soit environ 4 000 tonnes. 

#### Objets
Des maisons furent démolies et la terre fut ramassée, tous les objets présents sur les lieux contaminés ont été examinés et traités. Les objets contaminés furent nettoyés ou détruits selon la valeur et le degré de contamination. Cependant, l'AIEA fit des efforts pour décontaminer les objets ayant une valeur sentimentale (photos ou bijoux) plutôt que de les jeter, afin de réduire le choc psychologique pour les victimes. Toutefois le rapport ne précise pas dans quelle mesure cet effort a été appliqué.

#### Procédés de nettoyage
Les procédés de nettoyage consistaient à vider les maisons et en aspirer la poussière, inspecter la tuyauterie, racler les murs et traiter les sols à l'acide et au bleu de Prusse. Les toits sont bâchés et aspirés, voire enlevés.
De l'alun dissous dans de l'acide chlorhydrique, en raison de son affinité pour le césium, est utilisé pour nettoyer l'argile, le ciment, les toits, etc.
Des solvants organiques suivis de cette même solution à base d'alun sont appliqués sur les parquets et les tables. L'hydroxyde de sodium, suivi également d'alun est utilisé pour le nettoyage des sols synthétiques, des appareils électroménagers et des machines à écrire.
Le bleu de Prusse permet de décontaminer les victimes humaines de l'accident. L'urine est traitée avec de la résine de type échangeur d'ions afin de la compacter et la stocker dans un endroit sûr et ainsi éviter toute contamination supplémentaire de l'environnement.

#### Lieux de contamination

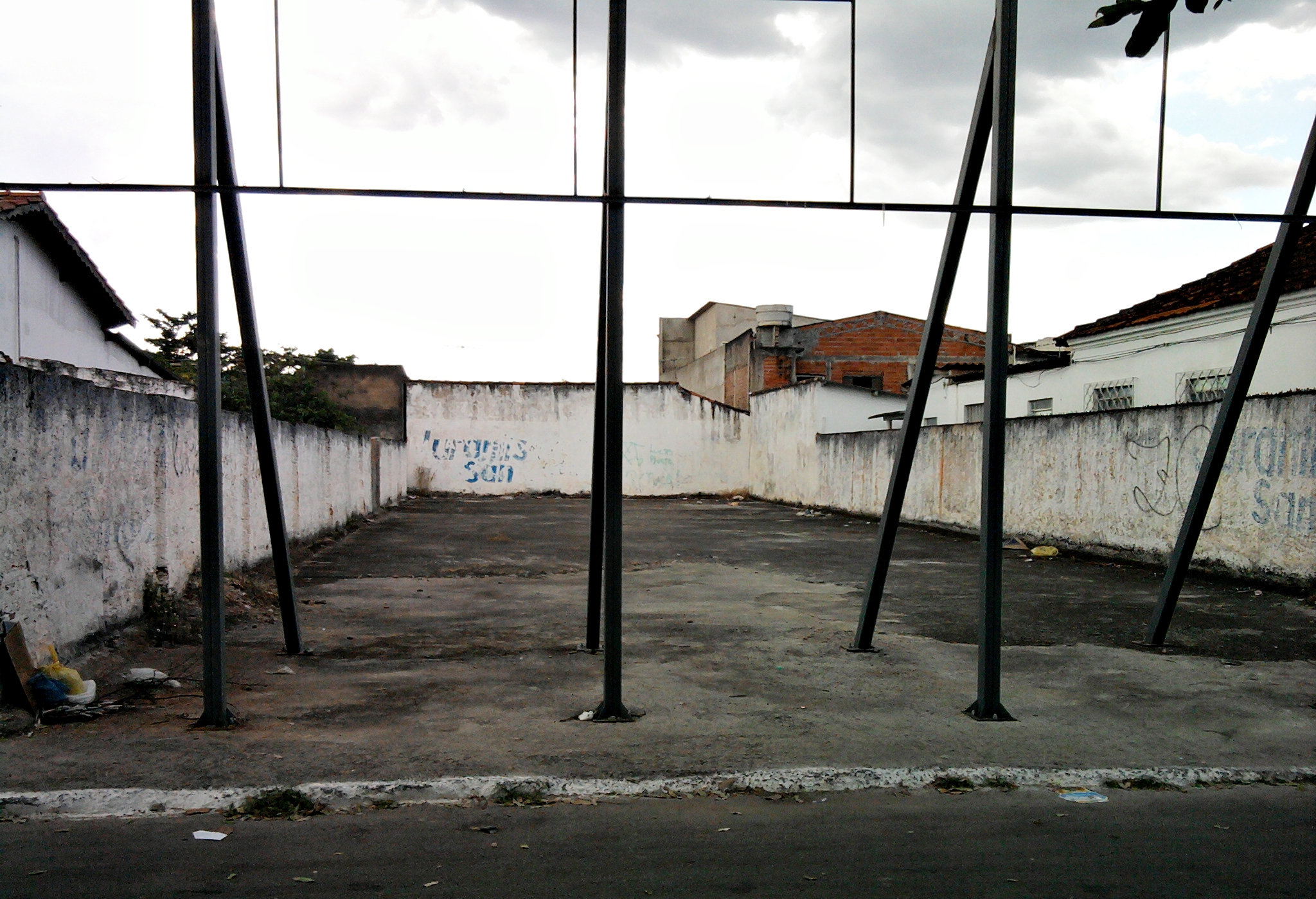
Ce qui reste du terrain de la Rua 57, où une capsule de césium 137 a commencé à être démontée (2010).

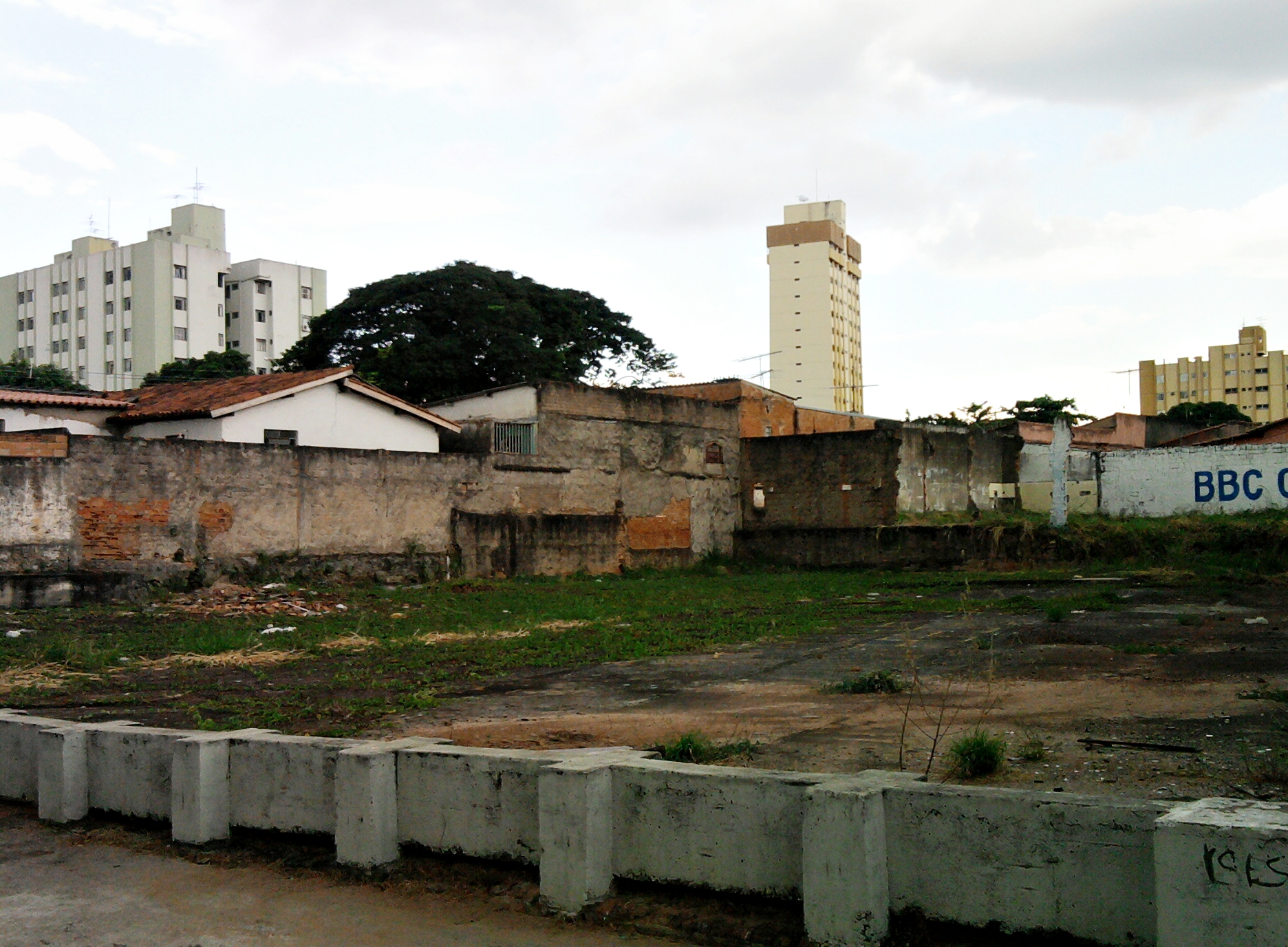
Zone qui abritait l'ancienne Rua 26-A (2010).

Des quantités significatives de particules radioactives ont été dispersées dans les quartiers de Aeroporto, Central et Ferroviários. 7 TBq étaient toujours dans la nature après la décontamination (sur 44 TBq dispersés).
- Instituto Goiano de Radioterapia (IGR) à Goiânia (16° 40′ 29″ S, 49° 15′ 51″ O)[3]. Aucune pollution n'a été détectée sur ce lieu mais c'est depuis celui-ci que le césium est parti. La clinique n'existe plus, elle a été remplacée par le Centre de conventions (Centro de Convenções).
- Maison de Roberto dos Santos (16° 40′ 07″ S, 49° 15′ 48″ O)[3] Rua 57. La source y est restée six jours et y a été partiellement démantelée.
- Ferraille de Devair Ferreira (16° 40′ 02″ S, 49° 15′ 59″ O)[3], Rua 15A (« Junkyard I ») dans le quartier d'Aeroporto. La source y est restée sept jours. La capsule a été entièrement démantelée, dispersant de nombreuses particules. Un niveau extrême de 1,5 Sv·h−1 a été mesuré par les enquêteurs au milieu du terrain.
- Maison d'Ivo Ferreira (16° 39′ 50″ S, 49° 16′ 09″ O)[3] (« Junkyard II »), au 1F Rua 6. Des particules ont été étalées sur le sol, causant la mort de Leide. Les locaux ont été sérieusement contaminés, des doses de 2  Sv·h−1 ont été mesurées.
- Junkyard III (16° 40′ 09″ S, 49° 16′ 48″ O)[3]. La source est restée trois jours dans ce lieu avant d'être traitée.
- Vigilância Sanitária (16° 40′ 30″ S, 49° 16′ 23″ O. (Impossible de déterminer dans quel bâtiment se trouve la source.)[3]. La source a été placée en quarantaine et le plan d'urgence a débuté.

## Suites judiciaires
Trois médecins ayant possédé et dirigé l'IGR furent condamnés pour négligence grave. Cependant, l'accident s'est produit avant la promulgation de la Constitution fédérale de 1988 et les substances ont été acquises par la clinique (et non par les médecins eux-mêmes), la Cour ne put donc pas reconnaître les médecins comme responsables. Toutefois, le médecin propriétaire de la clinique et le physicien de la clinique furent condamnés à payer 100 000 réaux pour avoir laissé la clinique tomber en ruine. Les deux ferrailleurs n'ont pas été accusés dans le procès civil.
L'accident a montré qu'il était important d'inventorier et de surveiller les fortes sources de radiations. En 2000, le Centre National de l'Énergie Nucléaire (CNEN) a été condamné à payer 1,3 million de réaux de compensation par la 8e cour fédérale de l'État de Goiás et à garantir le suivi médical et psychologique des victimes directes et indirectes, et à leurs descendants jusqu'à la troisième génération.

## Suites de l'accident

### Stockage de la source
La capsule a été détenue par l'armée dès sa découverte par les autorités. Après l'extraction du césium et la décontamination, la capsule a été exposée à l'Escola de Instrução Especializada à Rio de Janeiro comme hommage aux participants de la décontamination.

### Recherche
Une équipe de recherche a effectué des prises de sang sur les victimes les plus exposées aux radiations. Différents articles scientifiques ont été publiés,,,.

### Film
En 1990, le film Césio 137 - O Pesadelo de Goiânia de Roberto Pires romance l'accident. Le film remporta plusieurs prix au Brasilia Film Festival.
Le film L'île aux fleurs, de Jorge Furtado (Documentaire parodique - 1989), Prix de la presse et prix du public du festival international du court métrage de Clermont-Ferrand en 1991 fait allusion à ce drame dans une courte séquence.
L'épisode Fils à papa,  cinquième de la saison 2 de la série Dr House (2007), raconte un événement semblable.